# 第74届英国电影学院奖
第74届英国电影学院奖（英語：74th British Academy Film Awards）於2021年4月10-11日在倫敦皇家阿尔伯特音乐厅进行颁发，以表彰2020年以及2021年初英國國內外的優秀電影作品。2021年2月4日宣布長名單，3月9日宣布入圍名單。

## 提名与获奖名单
提名者于2021年3月9日宣布。获奖者于4月10-11日公布。

### BAFTA终身成就奖
- 李安

### 英国杰出贡献奖
- 诺尔·克拉克

| 最佳影片 - 《无依之地》 - 《困在时间里的父亲》 - 《失控的審判》 - 《前程似锦的女孩》 - 《芝加哥七人案：驚世審判》 | 最佳导演 - 趙婷 – 《无依之地》 - 湯瑪斯·凡提柏格 – 《酒精计划》 - 香农·墨菲 – 《乳牙》 - 鄭李爍 – 《夢想之地》 - 亚斯米拉·日巴尼奇 – 《艾达怎么了》 - 莎拉·加芙隆 – 《洛克斯》 |
| 最佳男主角 - 安東尼·霍普金斯 – 《困在时间里的父亲》 - 里兹·阿迈德 – 《金属之声》 - 查德維克·博斯曼 – 《蓝调天后》 - 阿达什·古拉夫 – 《白虎》 - 麦斯·米科尔森 – 《酒精计划》 - 塔哈·拉辛 – 《失控的審判》 | 最佳女主角 - 法蘭絲·麥杜雯 – 《无依之地》 - 芭姬·巴克雷 – 《洛克斯》 - 拉妲·布兰克 – 《女人四十玩说唱》 - 凡妮莎·寇比 – 《女人的碎片》 - 乌米·马萨库 – 《异国阴宅》 - 艾尔弗丽·伍达德 – 《宽宥》 |
| 最佳男配角 - 丹尼尔·卡卢亚 – 《猶大與黑色彌賽亞》 - 貝瑞·柯根 – 《倚马而息》 - 艾倫·金 – 《夢想之地》 - 小莱斯利·奥多姆 – 《迈阿密的一夜》 - 克拉克·彼得斯 – 《誓血五人组》 - 保罗·拉西 – 《金属之声》 | 最佳女配角 - 尹汝貞 – 《夢想之地》 - 尼芙·阿尔格 – 《倚马而息》 - 柯莎·阿里 – 《洛克斯》 - 瑪麗亞·巴卡洛娃 – 《芭樂特電影續集》 - 多米尼克·菲什巴克 – 《猶大與黑色彌賽亞》 - 阿什丽·玛德克薇 – 《县界》（County Lines） |
| 最佳原创剧本 - 《前程似锦的女孩》 – 埃默拉尔德·芬内尔 - 《酒精计划》 – 托比亚斯·林道赫姆和湯瑪斯·凡提柏格 - 《曼克》 – 傑克·芬奇 - 《洛克斯》 – 特丽莎·艾科科和克莱尔·威尔森（Claire Wilson） - 《芝加哥七人案：驚世審判》 – 艾倫·索金 | 最佳改编剧本 - 《困在时间里的父亲》 – 弗洛里安·澤勒和基斯杜化·咸頓 - 《考古奪寶》 – 莫伊拉·巴菲尼 - 《失控的審判》 – M·B·翠芬（M.B. Traven）、羅里·海恩斯（Rory Haines）和索拉布·諾希文尼（Sohrab Noshirvani） - 《无依之地》 – 趙婷 - 《白虎》 – 拉敏·巴赫拉尼 |
| 最佳选角导演 - 《洛克斯》 – 露西·帕迪（Lucy Pardee） - 《倚马而息》 – 沙欣·拜格（Shaheen Baig） - 《猶大與黑色彌賽亞》 – 艾利薩·L·福戈（Alexa L. Fogel） - 《夢想之地》 – 茱莉亞·金（Julia Kim） - 《前程似锦的女孩》 – 琳賽·葛雷罕·阿哈努努（Lindsay Graham Ahanonu）和梅莉·韋爾涅（Mary Vernieu） | 最佳摄影 - 《无依之地》 – 喬舒亞·詹姆斯·理查茲（Joshua James Richards） - 《猶大與黑色彌賽亞》 – 西恩·博比特 - 《曼克》 – 艾瑞克·梅塞施密特 - 《失控的審判》 – 阿爾文·H·卡克勒 - 《世界新闻》 – 達魯休·沃爾斯基 |
| 最佳服装设计 - 《蓝调天后》 – 安·罗斯 - 《菊石》 – 麥可·歐康納（Michael O'Connor） - 《考古奪寶》 – 愛麗絲·巴比奇（Alice Babidge） - 《艾瑪.》 – 亞歷珊卓·拜恩 - 《曼克》 – 翠許·桑莫菲爾（Trish Summerville） | 最佳剪辑 - 《金属之声》 – 米克爾·E·G·尼爾森（Mikkel E.G. Nielsen） - 《困在时间里的父亲》 – 尤格·藍布里諾斯（Yorgos Lamprinos） - 《无依之地》 – 趙婷 - 《前程似锦的女孩》 – 弗雷德里克·索拉瓦爾（Frédéric Thoraval） - 《芝加哥七人案：驚世審判》 – 艾倫·鮑姆加登 |
| 最佳妝髮 - 《蓝调天后》 – 馬蒂基·安諾夫（Matiki Anoff）、萊瑞·M·雀利（Larry M Cherry）、塞爾吉奧·洛佩茲-里維拉（Sergio Lopez-Rivera）和米亞·尼爾（Mia Neal） - 《考古奪寶》 – 珍妮·席爾寇（Jenny Shircore） - 《乡下人的悲歌》 – 派翠西亞·德哈尼（Patricia Dehaney）、艾恩·克魯格·梅卡什（Eryn Krueger Mekash）和馬修·蒙格 - 《曼克》 – 金柏莉·施皮特里（Kimberley Spiteri）和琪琪·威廉斯（Gigi Williams） - 《匹诺曹》 – 马克·诺尔 | 最佳原创配乐 - 《靈魂奇遇記》 – 喬恩·巴蒂斯特, 特倫特·雷澤諾和阿提克斯·羅斯 - 《曼克》 – 特倫特·雷澤諾和阿提克斯·羅斯 - 《夢想之地》 – 艾米利·莫澤里 - 《世界新闻》 – 詹姆斯·紐頓·霍華 - 《前程似锦的女孩》 – 安東尼·威利斯（Anthony Willis） |
| 最佳美術設計 - 《曼克》 – 唐纳德·格雷厄姆·伯特和尚·帕卡萊 - 《考古奪寶》 – 瑪麗亞・朱爾科維奇（Maria Djurkovic）和泰蒂亞娜・麥克唐納（Tatiana Macdonald） - 《困在时间里的父亲》 – 彼得·法蘭西斯（Peter Francis）和凱茜·菲瑟史東（Cathy Featherstone） - 《世界新闻》 – 大卫·克蘭克和伊莉莎白·基南（Elizabeth Keenan） - 《蝴蝶梦》 – 莎拉·格林伍德（Sarah Greenwood）和凱蒂·斯賓塞（Katie Spencer） | 最佳声音效果 - 《金属之声》 – 傑米・巴克斯特、尼古拉斯·貝克爾（Nicolas Becker）、菲利普·布拉德（Phillip Bladh）、卡洛斯·科提斯（Carlos Cortes）和蜜雪兒·庫托蘭克（Michelle Couttolenc） - 《怒海戰艦》 – TBC - 《世界新闻》 – 邁克爾·芬頓（Michael Fentum）、威廉·米勒（William Miller）、麥克·普瑞斯伍德·史密斯（Mike Prestwood Smith）、約翰·布里伽特和奧利弗·塔尼 - 《无依之地》 – 塞爾吉奧·迪亞斯（Sergio Diaz）、扎克·塞弗斯（Zach Seivers）和M·沃夫·史奈德（M. Wolf Snyder） - 《靈魂奇遇記》 – 柯亞·艾利葉（Coya Elliott）、倫·克萊斯和大衛·帕克 |
| 最佳视觉特效 - 《TENET天能》 – 斯科特·費雪、安得魯·傑克森和安德魯·洛克利 - 《怒海戰艦》 – 彼得・貝布（Pete Bebb）、內森·麥吉尼斯（Nathan McGuinness）和塞巴斯欽·馮·奧海德（Sebastian von Overheidt） - 《永夜漂流》 – 馬特·卡斯米爾（Matt Kasmir）、克里斯·劳伦斯和大衛·沃特金斯（David Watkins） - 《花木兰》 – 西恩·法登、史蒂夫·英格拉姆（Steve Ingram）、安德斯·朗蘭茲和塞思·莫瑞（Seth Maury） - 《独一无二的伊万》 – 聖提亞哥·科洛莫·馬丁奈茲（Santiago Colomo Martinez）、尼克·戴維斯、格雷格·費舍爾（Greg Fisher）和班·瓊斯（Ben Jones） | 最佳动画片 - 《靈魂奇遇記》 – 皮特·多克特和达娜·默里 - 《½的魔法》 – 丹·斯坎倫和柯莉·雷 - 《狼行者》 – 汤姆·摩尔、羅斯·史都華（Ross Stewart）、保罗·杨、诺拉·特奥米和史蒂芬・羅蘭茲（Stéphan Roelants） |
| 最佳纪录片 - 《我的章鱼老师》 - 《集体》 - 《大卫·爱登堡：地球上的一段生命旅程》 - 《异见者》 - 《监视资本主义：智能陷阱》 | 最佳外語片 - 《酒精计划》 - 《亲爱的同志》 - 《悲慘世界》 - 《夢想之地》 - 《艾达怎么了》 |
| 最佳动画短片 - The Owl and The Pussycat - The Fire Next Time - The Song of a Lost Boy | 最佳短片 - The Present - Eyelash - Lizard - Lucky Break - Miss Curvy |
| 最佳英国电影 - 《前程似锦的女孩》 - 《倚马而息》 - 《考古奪寶》 - 《困在时间里的父亲》 - 《异国阴宅》 - 《边缘状态》 - 《失控的審判》 - 《穆戈尔·毛戈利》 - 《洛克斯》 - 《圣人莫德》 | 杰出英国编剧、导演、制作人处女作 - 《异国阴宅》 – 雷米·維克斯（Remi Weekes；编剧／导演） - 《边缘状态》 – 班·沙洛克（Ben Sharrock；编剧／导演）和依潤·歌圖白（Irune Gurtubai；制作人） - 《三色堇》 – 傑克·賽迪（Jack Sidey；编剧／制作人） - 《洛克斯》 – 泰瑞莎·艾可可（編劇）和克萊兒·威森（Claire Wilson；编剧） - 《圣人莫德》 – 蘿絲·葛雷斯（Rose Glass；编剧／导演）和奧利佛·卡斯曼（Oliver Kassman；制作人） |
| 新星奖 - 芭姬·巴克雷（Bukky Bakray） - 金斯李·班-阿迪爾 - 莫菲德·克拉克 - 蘇普·狄里蘇 - 康拉德·克罕（Conrad Khan） | |

## 多项提名与获奖
| 提名数 | 作品                       |
| ------ | -------------------------- |
| 7      | 《无依之地》               |
| 7      | 《洛克斯》                 |
| 6      | 《困在时间里的父亲》       |
| 6      | 《曼克》                   |
| 6      | 《夢想之地》               |
| 6      | 《前程似锦的女孩》         |
| 5      | 《考古奪寶》               |
| 5      | 《失控的審判》             |
| 4      | 《酒精计划》               |
| 4      | 《倚马而息》               |
| 4      | 《猶大與黑色彌賽亞》       |
| 4      | 《世界新闻》               |
| 4      | 《金属之声》               |
| 3      | 《异国阴宅》               |
| 3      | 《蓝调天后》               |
| 3      | 《靈魂奇遇記》             |
| 3      | 《芝加哥七人案：驚世審判》 |
| 2      | 《怒海戰艦》               |
| 2      | 《边缘状态》               |
| 2      | 《艾达怎么了》             |
| 2      | 《圣人莫德》               |
| 2      | 《白虎》                   |

| 獲獎數 | 作品                 |
| ------ | -------------------- |
| 4      | 《无依之地》         |
| 2      | 《困在时间里的父亲》 |
| 2      | 《蓝调天后》         |
| 2      | 《前程似锦的女孩》   |
| 2      | 《靈魂奇遇記》       |
| 2      | 《金属之声》         |

## 外部連結
- 官方网站